# Les Portes de l'enfer (film)
 (juillet 2019).
Pour les articles homonymes, voir Les Portes de l'enfer.
Pour plus de détails, voir Fiche technique et Distribution.
Les Portes de l’enfer (Corpses Are Forever) est un film d'horreur américain réalisé par Jose Prendes, sorti en 2004.

## Synopsis
Malcolm Grant, employé de la CIA ayant perdu la mémoire doit aider le gouvernement à retrouver un tueur en série susceptible de nuire à toute l'humanité.

## Fiche technique
- Titre : Les Portes de l’enfer
- Titre original : Corpses are Forever
- Réalisation : Jose Prendes
- Scénario : Jose Prendes
- Production : Jose Prendes, Don Calfa
- Sociétés de production : C-47 Films
- Pays d'origine : États-Unis
- Genre : Horreur
- Durée : 92 minutes
- Date de sortie : 2003

## Distribution
- Jose Prendes : Malcolm Grant/Quint Barrow
- Richard Lynch : General Morton
- Brinke Stevens : Dr Emily Thesiger
- Bill Perlach : James Mason
- Linnea Quigley : Elli Kroger
- Debbie Rochon : Marguerite
- Don Calfa : Jack Stark
- Conrad Brook : Mr. Fairbrass